# Хормалинське сільське поселення
Хормали́нське сільське поселення (рос. Хормалинское сельское поселение) — муніципальне утворення у складі Ібресинського району Чувашії, Росія. Адміністративний центр — село Хормали.

## Населення
Населення — 2178 осіб (2019, 2578 у 2010, 2785 у 2002).

## Склад
До складу поселення входять такі населені пункти:
| Населений пункт      | Населення, осіб (2002) | Населення, осіб (2010) |
| -------------------- | ---------------------- | ---------------------- |
| Андрюшево, присілок  | 475                    | 442                    |
| Леніно, селище       | 74                     | 76                     |
| Нові Вислі, присілок | 574                    | 538                    |
| Первомайськ, селище  | 8                      | 0                      |
| Хом-Яндоби, присілок | 279                    | 266                    |
| Хормали, село        | 1375                   | 1256                   |